# Fanjava Velogno
Fanjava Velogno is een kleine politieke partij in Madagaskar. Op 23 september 2007 won ze 2 van de 127 zetels in de verkiezingen van de Assemblée nationale.